# Гостилово (Невельский район)
Гостилово — деревня в Голубоозёрской волости Невельского района Псковской области России.
В деревне насчитывается 28 домов, из которых 6 жилых, а из остальных некоторые летом используются дачниками. Расстояние до Санкт-Петербурга около 540 км. В 30 км от деревни находится железнодорожная станция Новосокольники. Ближайший магазин, а также остановка автобуса и станция местного поезда (дизеля) находятся в 4 км. Дважды в неделю в деревню Гостилово приезжает автолавка. Есть два небольших пруда.
Численность населения деревни в 2000 году составляла 28 человек, в 2011 году — 13 человек.
В 2007—2010 в Гостилове жил писатель Дмитрий Горчев.

## Население
| 2001 | 2002 | 2010 |
| ---- | ---- | ---- |
| 28   | ↘23  | ↘8   |